# Lena Erdil
Lena Erdil (* 28. Februar 1989 in Çeşme) ist eine deutsch-türkische Windsurferin. Sie ist dreimalige Slalom-Vizeweltmeisterin und gewann 2015 und 2016 den IFCA-Weltmeistertitel.

## Biografie
Erdil ist die Tochter eines Türken und einer Deutschen. Sie wuchs ab ihrem zweiten Lebensjahr in Göttingen, der Heimatstadt ihrer Mutter, auf. Mit zehn Jahren zog die Familie gemeinsam nach Brüssel. Zum Windsurfen kam sie über ihre Eltern, die seit 2006 eine Surfstation in Bodrum an der türkischen Agäis-Küste betreiben.
Im Alter von 18 Jahren startete Erdil erstmals bei einem World Cup Event in Alaçatı unweit ihrer Geburtsstadt. Sie platzierte sich in ihrer ersten Saison in den Top 10 der Slalom-Wertung. Nach fünf Jahren unter den besten Zehn klassierte sie sich in der Saison 2012 erstmals auf dem Treppchen beim Event in Reggio Calabria und in der Gesamtwertung. In den folgenden Jahren setzte sie sich unter den besten Slalomfahrerinnen der Welt fest. Sie verpasste den Titel 2014, 2016 und 2018 nur knapp und wurde jeweils Vizeweltmeisterin. In den letzten Jahren begann sie auch vermehrt in der Welle und Freestyle zu fahren und startete 2016 bzw. 2018 auch erstmals in der Disziplin im World Cup. Ihr größtes Ziel ist es weiterhin, den Weltmeistertitel zu erringen.
Ab der Saison 2020 startete Erdil für Deutschland. Sie wurde Anfang des Jahres Mitglied im Olympiateam des Norddeutschen Regatta-Vereins mit dem Ziel, an den Olympischen Sommerspielen 2024 in Paris teilzunehmen.
Erdil hat an der University of Sussex Politik und Philosophie studiert und spricht fünf Sprachen (Deutsch, Englisch, Türkisch, Spanisch, Französisch). Außerdem betreibt sie ein eigenes Windsurfcenter in Bodrum.

## Erfolge

### World-Cup-Wertungen
| Saison | Wave  | Wave   | Freestyle | Freestyle | Slalom | Slalom |
| Saison | Platz | Punkte | Platz     | Punkte    | Platz  | Punkte |
| ------ | ----- | ------ | --------- | --------- | ------ | ------ |
| 2006   | –     | –      | –         | –         | 10.    | 1902   |
| 2007   | –     | –      | –         | –         | 19.    | 1869   |
| 2008   | –     | –      | –         | –         | 7.     | 5542   |
| 2009   | –     | –      | –         | –         | 6.     | 5441   |
| 2010   | –     | –      | –         | –         | 9.     | 5541   |
| 2011   | –     | –      | –         | –         | 6.     | 5871   |
| 2012   | –     | –      | –         | –         | 3.     | 5937   |
| 2013   | –     | –      | –         | –         | 7.     | 3804   |
| 2014   | –     | –      | –         | –         | 2.     | 6135   |
| 2015   | –     | –      | –         | –         | 3.     | 6036   |
| 2016   | 16.   | 1655   | –         | –         | 2.     | 4134   |
| 2017   | 12.   | 1840   | –         | –         | 4.     | 2990   |
| 2018   | 17.   | 7.234  | 6.        | 9.500     | 2.     | 30.200 |
| 2019   | –     | –      | –         | –         | 4.     | 29.900 |

### World-Cup-Siege
Erdil errang bisher 17 Podestplätze, davon acht dritte Plätze, sechs zweite und zwei Siege:
| Datum                   | Ort      | Land     | Disziplin |
| ----------------------- | -------- | -------- | --------- |
| 05.09.2014 – 07.09.2014 | Warschau | Polen    | Indoor    |
| 19.05.2016 – 24.05.2016 | Ulsan    | Südkorea | Slalom    |

### Weitere Erfolge
- 5 × Türkische Juniorenmeisterin (2003–2008)[3]
- 8 × Türkische Meisterin (2009–2017)[3]
- IFCA-Slalom-Weltmeister: 2015, 2016[3]